# Bernhard Budde
Johann Bernhard Budde (* 14. Januar 1828 in Warendorf, Provinz Westfalen; † 2. Februar 1899 in Düsseldorf) war ein deutscher Historien- und Porträtmaler der Düsseldorfer Schule.

## Leben
Budde kam 1849 in die von Karl Ferdinand Sohn geleitete Vorbereitungsklasse der Kunstakademie Düsseldorf. Einschließlich der Meisterklasse, der er in den Jahren 1857 bis 1863 angehörte, blieb er vierzehn Jahre an der Düsseldorfer Akademie. In dieser Zeit waren außer Sohn Rudolf Wiegmann und vor allem Wilhelm Schadow seine Lehrer. Sie bildeten ihn zu einem Bildnis- und Historienmaler aus. Sein Interesse galt dem nazarenischen Kunstideal, das er neben den Historienmalern Franz Heinrich Commans und Franz Cremer als einer der letzten Vertreter innerhalb der Düsseldorfer Schule vertrat. Budde wohnte im Eigentum in der Jägerhofstraße 14 in Düsseldorf und war Mitglied des Künstlervereins Malkasten. Er heiratete Maria Katharina Bock. Ihre Tochter Theodora (1866–1943) heiratete 1893 den Bildhauer Clemens Buscher.
1881 schuf Budde ein Altarbild des St. Rochus. Dieses Werk hängt heute in einer flachen Rundbogennische an der südlichen Stirnseite eines Kapellenraums im erhalten gebliebenen historischen Turm der Düsseldorfer Rochuskirche. Am Ausgang des Kulturkampfes malte Budde im Chor der Kirche des Klosters Bornhofen mehrere alt- und neutestamentliche Wandfresken: Joachim und Anna bringen Maria in den Tempel und weihen sie Gott, Anna unterweist ihre Tochter Maria in den heiligen Schriften, Die Flucht nach Ägypten, Die Engel beim Grabe, Adams und Evas Vertreibung aus dem Paradiese und Kains Flucht nach der Erschlagung seines Bruders Abel.